# Tanjung Menang (Mesuji Timur)
Tanjung Menang is een bestuurslaag in het regentschap Mesuji van de provincie Lampung, Indonesië. Tanjung Menang telt 3136 inwoners (volkstelling 2010).